# Le Sabbat des sorcières (Goya, 1823)
Pour les articles homonymes, voir Le Sabbat des sorcières et El Aquelarre.

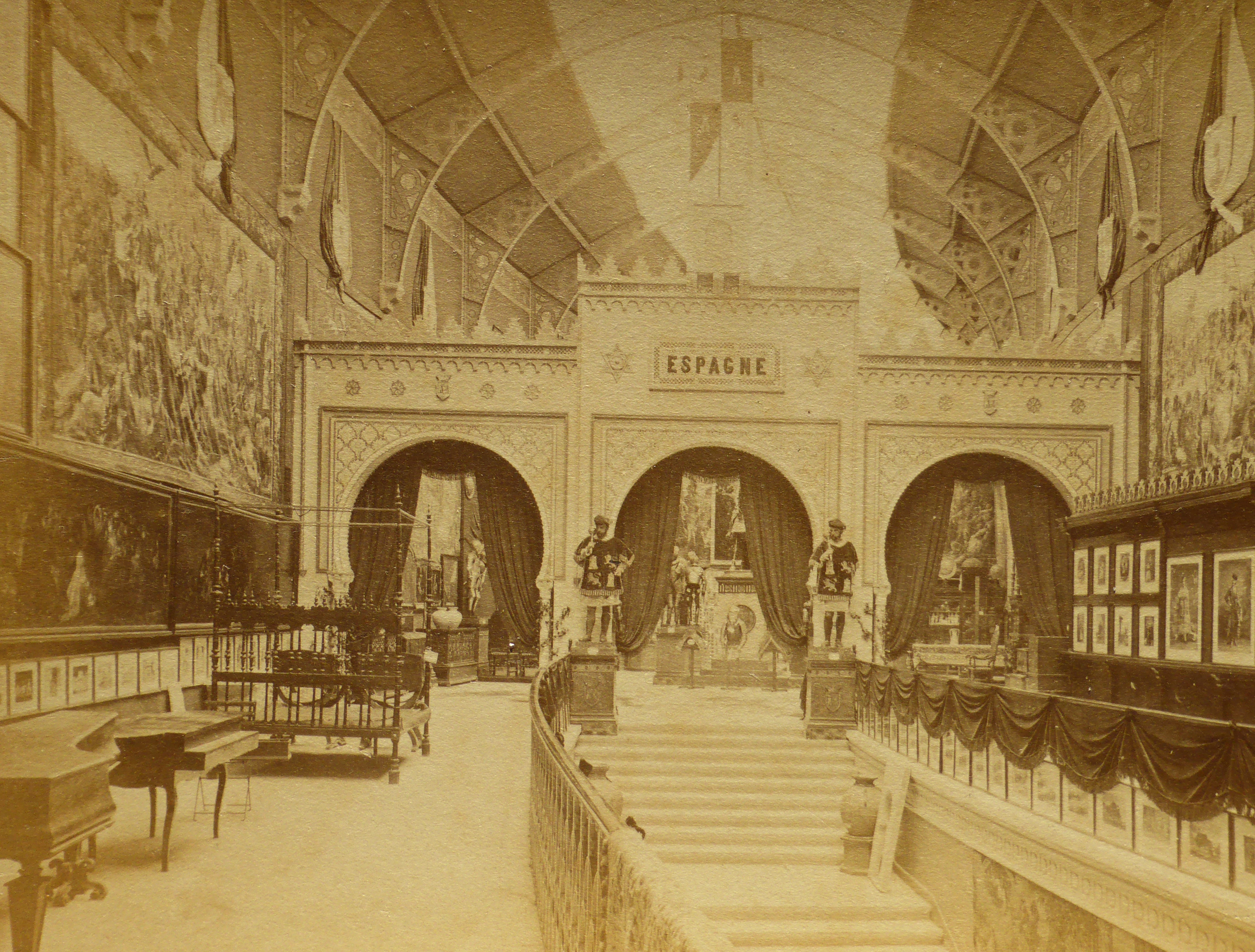
Exposition universelle de 1878. Palais du Trocadéro. Le Sabbat des sorcières (1823) a été exposé dans le Pavillon de l'Espagne.

Le Sabbat des sorcières ou le Grand Bouc (d'après les multiples titres en espagnol El aquelarre, el Gran Cabrón) est l'une des peintures à l'huile sur plâtre de la série des Peintures noires avec lesquelles Francisco de Goya avait décoré les murs de sa maison Quinta del Sordo. La série a été peinte entre 1819 et 1823.

## Titre
Il existe plusieurs titres pour cette peinture. Le Grand bouc (El gran cabron) est dû à l'inventaire Antonio Brugada après la mort de Goya. Les titres proposés par les critiques sont le Sabbat des sorcières. Pour le comte de Vinaza : 

« Après la mort de Goya, Antonio Brugada a mené une enquête auprès de ces travaux et a proposé une série de noms pour chacun d'eux, des noms qui dans certains cas ont été complétés ou modifiés par les critiques ultérieures. Brugada intitule cette peinture Le Grand Bouc, mais elle est également connue comme Réunion des sorcières (Imbert), Scène sabbat (Sanchez Canton) ou le Sabbat des sorcières (Vinaza). »

## Contexte
En 1873, Émile Baron d'Erlanger (1832-1911) était propriétaire de la maison de Goya la Quinta del Sordo où était peinte la scène avec le reste des peintures noires. Elle fut transformée en huile sur toile en 1874 par Salvador Martínez Cubells, sur commande du baron Émile d'Erlanger, un banquier français d'origine allemande, qui avait l'intention de la vendre à l'Exposition universelle de Paris en 1878. Cependant, ce travail n'attira pas les acheteurs et il en fit don en 1881 au Musée du Prado, où il est exposé. Cubells Salvador Martínez (1842-1914), était restaurateur du musée du Prado et membre de l'Académie royale des Beaux-Arts de San Fernando. Il passa la peinture sur plâtre sur une toile d'après le goût de l'époque. Martinez Cubells fut assisté par ses frères Enrique et Francisco (...) 
En juillet 1875, le quotidien madrilène El Globo souligna que M. Martinez Cubells avait réussi à déplacer Le Sabbat ou l'Assemblée des sorcières : « une belle toile de plus de cinq mètres de long ». Le restaurateur Martinez Cubells avait proposé une vue d'ensemble, et ce ne fut que plus tard que la toile fut coupée sur les côtés, peut-être pour tenir dans un espace limité, à Paris.

## Analyse de l'image
Cette peinture ornait un côté du rez-de-chaussée de la maison de Goya (la Quinta del Sordo). Après avoir été déplacée, la toile fut raccourcie à la droite, à partir de la femme assise dans le fauteuil, de sorte que l'axe de symétrie passait au niveau de la femme en jupe noire et au foulard blanc, aux côtés de laquelle, à égale distance, se trouvaient les deux taches noires de la chèvre ou de satan en chèvre. La femme assise a été déplacée par rapport à l'original. Ainsi, le groupe de sorcières est déséquilibré dans un espace uniforme sans espace à droite. 
Le Sabbat était la pièce maîtresse de la chambre, remplissant tout le mur côté sud, entre deux petites fenêtres. La toile opposée était de format similaire : pèlerinage à la source Saint-Isidore.
Les personnages principaux (la femme assise dans le fauteuil et le Bouc) ont la face cachée. Nigel Glendinning fait l'interprétation suivante :  la chèvre, qui représente le diable, a sa gueule ouverte pour indiquer à la jeune qu'elle est nommée sorcière. Les autres personnages observent le bouc et semblent écouter ses paroles, sauf la personne qui est vue de dos au premier plan avec un manteau, et qui regarde la novice. 
Les personnages sont grotesques et leurs visages sont caricaturaux au point d'avoir des traits animaliers. En outre, la palette est, comme dans toutes les peintures noires, très sombre, avec une utilisation abondante du noir. Certaines touches blanches très légères laissent transparaître des ombres, et le reste de la gamme va du jaune à la terre rouge et ocre avec quelques touches de bleu.
L'application de peinture est très lâche, épaisse et rapide, à la recherche d'une contemplation lointaine. Les lignes décrivant les silhouettes sont plus minces. Ces caractéristiques donnent à l'ensemble une atmosphère cauchemardesque de rituel satanique ou de cérémonie rituelle, comme l'indique le titre et le thème. 
Le thème de cette peinture noire avait été traité par Goya en 1797 - 1798 dans un petit format qui faisait partie d'une série destinée à décorer une résidence secondaire du duc d'Osuna et dont le titre est également le Sabbat des sorcières.